# 리모아이-006
리모아이-006은 대한민국 유콘시스템이 개발한 대대급 무인기이다. 006이란 무게가 6 kg이라는 의미이다.

## 개발기관
- 유콘시스템
- 충남대학교
- 성우 엔지니어링

## 언론공개
2014년 4월 북한의 백령도 무인기 사건으로, 한국 국방부는 대대급 무인기 리모아이-006과 군단급 무인기 송골매를 최초로 언론에 공개했다. 그러나 북한의 백령도, 파주 무인기가 연대급 무인기인데, 한국군은 아직 연대급 무인기를 실전배치하겠다는 발표는 없었다.
한국은 다양한 무인기를 실전배치했거나 개발했다.
- 대대급 무인기: 유콘시스템 리모아이-006, 2010년 실전배치
- 연대급 무인기: 유콘시스템 리모아이-015
- 사단급 무인기: 대한항공 KUS-9, 2014년 실전배치 예정
- 군단급 무인기
  - IAI 서처 II, 1990년대말 실전배치, 송골매 개발용
  - KAI RQ-101 송골매, 2002년 실전배치
- 전략 무인기
  - 중고도 무인기: 대한항공 KUS-15, 2018년 실전배치 예정
  - 고고도 무인기: 노스럽 그러먼 글로벌 호크, 2018년 실전배치 예정

한국 육군은 300 kg 군단급 무인기 서처와 송골매 30대를 사용중이고, 150 kg 사단급 무인기 KUS-9 30대를 새로 배치할 계획인데, KUS-9는 동체를 복합소재로 하여 무게를 절반으로 줄였다는 것이어서, 군단급과 사단급은 성능상 별 차이가 없다.

## 실전배치
2010년 아프가니스탄에 파병된 오쉬노 부대에 리모아이-006 4대가 실전배치되었다. 한국 무인기 최초의 해외 파병 기록이다.

## 제원
- 길이: 1.72 m
- 날개폭: 2.72 m
- 무게 6.5 kg
- 화물:
  - 주간: 13만 화소 디지털 카메라
  - 야간: 적외선(IR) 카메라, 교체해서 장착해야 함
- 추진: 전기모터, 무동력 글라이더 비행 가능
- 배터리: 충전식
- 이륙방식: 손으로 날림
- 착륙방식: 낙하산
- 비행시간: 90분
- 최고속도: 시속 75 km
- 최저속도: 시속 40 km
- 무선조종거리: 15 km
- 운용요원 : 2명

## 같이 보기
- 리모아이-015
- 백령도 무인기
- 파주 무인기